# Vasilios Kotronias
Vasilios Kotronias (* 25. srpna 1964, Athény, Řecko) je řecký šachový velmistr. Titul mezinárodního mistra získal v roce 1986, velmistrem se stal o čtyři roky později.
Devětkrát dokázal vyhrát řecké mistrovství, jeho největší úspěchy však přišly na mezinárodních týmových soutěžích, ve kterých se mu prakticky vždy dařilo. Na evropském mistrovství družstev v roce 2001 dokonce získal stříbrnou medaili za svůj individuální výkon.
Zajímavostí je, že mezi lety 1998 a 2004 reprezentoval místo Řecka Kypr.
V sezóně 2011/12 odehrál dvě partie v České šachové extralize za klub Slavoj Ostrava - Poruba.